# 塞里伊 (约讷省)
塞里伊（法語：Cérilly，法語發音：[seʁiji]）是法国勃艮第-弗朗什-孔泰大区约讷省的一个市镇，位于该省东北部，属于桑斯区。

## 地理
塞里伊（48°10'56"N, 3°37'21"E）面积7.29 平方千米，位于法国勃艮第-弗朗什-孔泰大區约讷省，该省份为法国中北部内陆省份，西接卢瓦雷省，西北接塞纳-马恩省，南至涅夫勒省，东临科多尔省，东北与奥布省接壤。
与塞里伊接壤的市镇（或旧市镇、城区）包括：贝吕勒、里尼勒费龙、库卢尔、富尔诺丹。

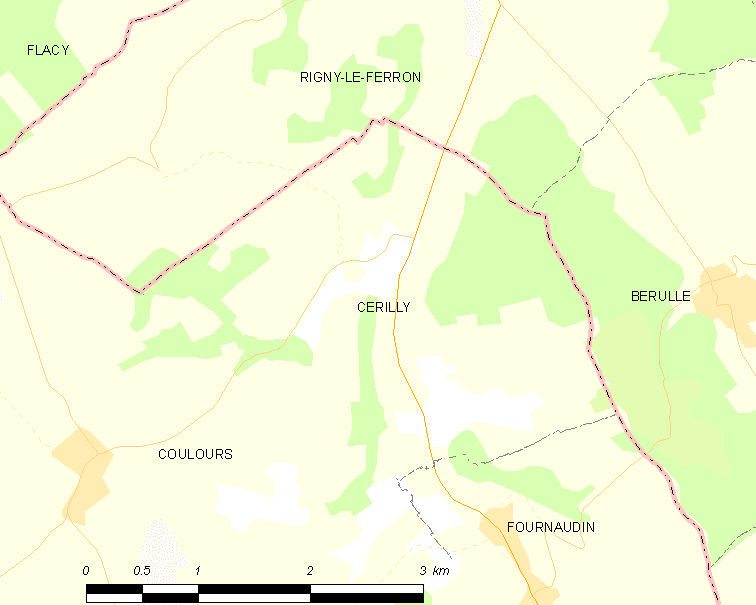
的OSM定位图

塞里伊的时区为UTC+01:00、UTC+02:00（夏令时）。

## 行政
塞里伊的邮政编码为89320，INSEE市镇编码为89065。

## 政治
塞里伊所属的省级选区为阿尔芒松河畔布列农县。

## 人口

1962-2008年间人口变化图示

塞里伊于2022年1月1日时的人口数量为50人。